# Morten Rutkjær
Morten Rutkjær (født 17. marts 1974) er en dansk fodboldtræner og tidligere spiller, der er træner for Grønlands fodboldlandshold.
I sin aktive karriere spillede han primært på den defensive midtbane og i forsvaret, og nåede bl.a. 15 kampe i Superligaen for B.93 i sæsonen 1998/99.

## Spiller- og trænerkarriere
Morten Rutkjær spillede i sine ungdomsår primært i Holbæk og Lyngby. Mens han var i Lyngby opnåede han desuden en enkelt ungdomslandskamp på U19 niveau for Danmark, et 1-2 nederlag ude mod Italien i 1991. Han er dog nok mest kendt for sin tid i B.93, hvor han spillede i 4 år med 79 kampe til følge, herunder en enkelt sæson i Superligaen i 1998/99.
Hans første job som cheftræner var for Vanløse IF, da Michael Madsen midt i sæsonen sagde op, hvorfor Morten Rutkjær i januar 2012 kunne overtage posten. Han stoppede i jobbet i sommeren 2013.
I 2015 blev han træner for Holbæk B&I's reserver, men forblev kun i jobbet i et halvt år, hvorefter han skiftede til jobbet som cheftræner for B.93.
Han forlod lidt overraskende jobbet i december 2016 efter man ellers havde haft rimelig succes i ligaen og samtidig havde man slået Esbjerg ud af pokalen. Allerede i slutningen af december fik han dog nyt job, da han blev assistenttræner for Danny Jung i Boldklubben Frem. Han sad i jobbet frem til sommeren 2017, da han forlod klubben sammen med Danny Jung.
Den 29. juni 2019 blev han assistenttræner for Danny Jung i B.93, som han tidligere havde været cheftræner for. Han forlod jobbet i december 2019.
I august 2020 blev han ansat som ny landstræner for Grønlands fodboldlandshold, et job han fortsat bestrider efter at han forlængede kontrakten i 2021.